# Красицкий, Игнацы (помещик)
Граф Игнацы Красицкий (пол. Ignacy Krasicki; 29 августа 1839, Бахурец — 21 декабря 1924, Бахурец) — польский землевладелец, хозяйственный и общественный деятель, депутат Национального парламента Галиции.

## Биография
Он родился 29 августа 1839 года в семейном имении Бахурец. Внук генерала Франтишека Ксаверия Красицкого (1774—1844) и Юлии Терезы Вандалин-Мнишек (1777—1845), второй сын Эдмунда Красицкого (1808—1894) и Марии Анелы, урожденной Бжостовской (1816—1903). Его братьями и сестрами были Михал (1836—1917), Мария (1837—1855), Станислав (1842—1887).
Он стал наследником родового имения в Бахурце вместе с Подбуковиной, Поховой, Винном, Слонне в Бжозувском округе. Ему также принадлежали поместья Сьредне-Вельке, Руска Весь. После отца он унаследовал Леско вместе с местным замком, которым в 1903 году завладел его старший сын Август. После своего отца он также управлял поместьями Монастежец, Постолув. После матери он унаследовал имение в Белозирке, включая дворец там).
Он был председателем Дыновского отделения Галицкого экономического общества (1894—1905), делегатом Галицкого общества поземельного кредита (1868—1870), членом Императорского совета Перемышльского уезда (1893). Был покровителем униатских церквей и церквей. Он финансировал приюты для детей в Леско и Бахорце, которыми управляли монахини. Департамент в школьном совете, сельскохозяйственном кружке и фонде Райффайзен. 8 ноября 1899 года он стал депутатом Национального парламента Галиции 7-го созыва (1895—1901) в избирательном округе Леско после смерти Юзефа Виктора и сохранял его до конца срока.
9 июня 1872 года во Львове Игнацы Красицкий женился на графине Эльжбете (или Элизе) Замойской (15 августа 1846 — 8 июня 1916), дочери графа Августа Замойского (1811—1889) и Эльфриды Тизенгауз (1825—1873). Их дети:
- Август Константин Ксаверий Красицкий (19 апреля 1873 — 4 июля 1946)
- Францишек Ксаверий Красицкий (18 ноября 1874 — 15 июня 1950),
- Зофья Красицкая (8 апреля 1878 — 15 мая 1965), замужем с 1906 года за Петром Ежи Ростворовским[2]
- Роза Юлия Мария Красицкая (19 октября 1881 — 4 февраля 1956),
- Анна Красицкая (20 ноября 1885 — 13 февраля 1906, Каир),
- Ян Адам Красицкий (1888—1892)[3][4].

Он был автором публикации под названием Хроника замка Леско. Он был описан как старший из дворян Санокской и Перемышльской земель.
Умер 21 декабря 1924 года в Бахурце. Похороны состоялись 23 декабря 1924 года.